# Sinlaku Corona
Sinlaku Corona est une corona, formation géologique en forme de couronne, située sur la planète Vénus par 17,3° N et 260,3° E. Elle est localisée dans le quadrangle d'Hecate Chasma. Elle a été nommée en référence à Sinlaku, déesse micronésienne (Kosrae, Îles Carolines) de l'arbre à pain. 

## Géographie et géologie
Sinlaku Corona couvre une surface circulaire d'environ 300 km de diamètre. 